# Kasteel van Anet

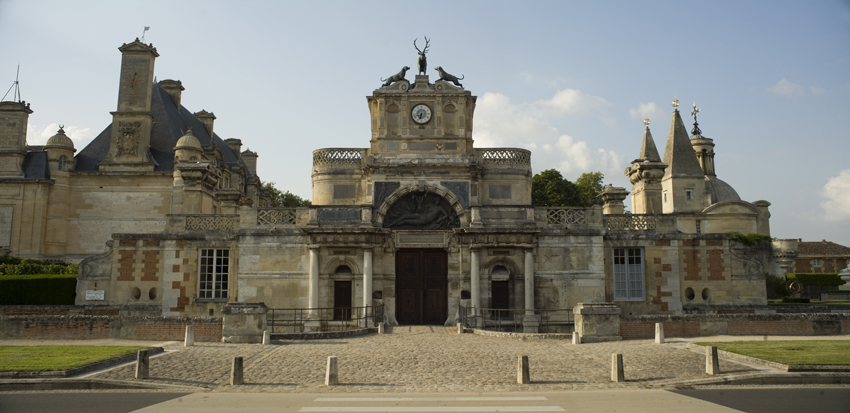
Voorzijde met centraal het poortgebouw en rechts de torentje van de kapel

Het Kasteel van Anet (Frans: Château d'Anet) is een renaissanceslot in het Normandische departement Eure-et-Loir. Het werd in 1547-1552 opgetrokken door Philibert Delorme in opdracht van Diane de Poitiers. Zij was toen de burchtvrouw van Anet en de favoriete maîtresse van koning Hendrik II van Frankrijk, die de werken mee bekostigde. Delorme verwerkte de Italiaanse invloeden tot wat Franse renaissance kan worden genoemd.
Ondanks transformaties en verwoestingen is een deel van het 16e-eeuwse kasteel bewaard, in het bijzonder de linkervleugel, de kapel en het poortgebouw. Het kasteel is bewoond maar staat open voor bezoek.

## Beschrijving

### Poortgebouw

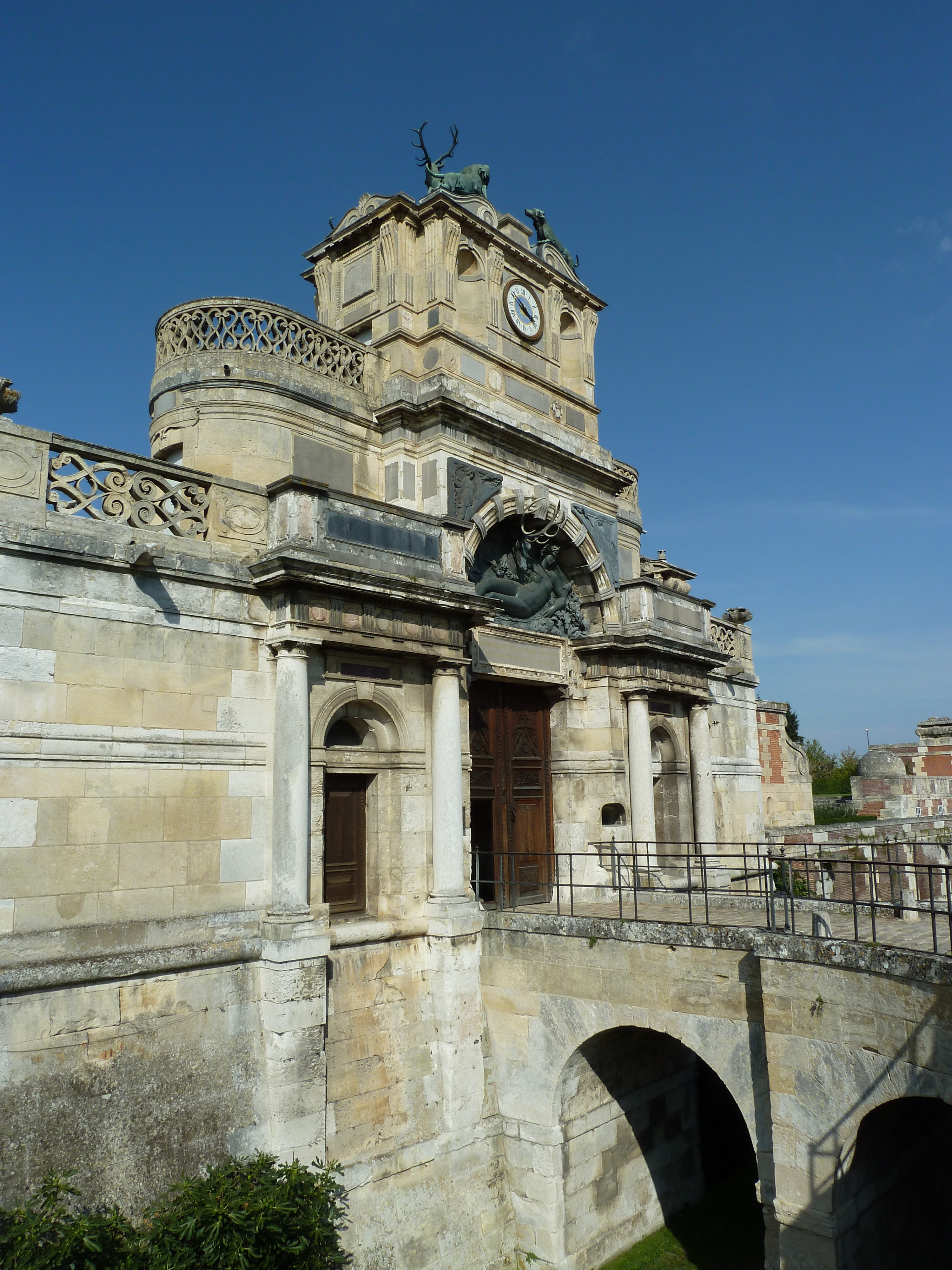
Poortgebouw

De toegang tot de erekoer werd gevormd door een poortgebouw dat grotendeels is bewaard. Met dit piramidale bouwwerk gaf Delorme blijk van originaliteit in de omgang met Italiaanse concepten. De bogen waarin de hoofdpoort en de twee kleinere zijpoorten zijn gevat, doen denken aan een triomfboog, maar ook aan palladiaanse architectuur. De kleinere poorten zijn niet functioneel maar puur decoratief, en worden geflankeerd door Dorische zuilen. De stenen borstweringen op het poortgebouw hebben een complex vlechtwerk dat nog verbonden is met de flamboyante gotiek.
Boven de hoofdpoort is een halfrond bronzen reliëf aangebracht. Het is een repliek (nu zelf vervangen door een kopie) van de befaamde nimf met hert die Benvenuto Cellini had gemaakt voor het kasteel van Fontainebleau. Op het poortgebouw prijkt een tweede hert, geflankeerd door windhonden. Nu zijn het immobiele kopieën, maar indertijd sloeg het hert het uur met de hoef en konden de honden huilen. Aan de binnenzijde bevond zich vroeger een astronomische klok.

### Hoofdgebouwen
Met het corps de logis tegenover het poortgebouw is de voornaamste vleugel rond de erekoer verdwenen, op de ruïne van de cryptoporticus na. Een ander deel ervan – de frontispies of ook wel het middenrisaliet – werd bij de sloop begin 19e eeuw zo belangrijk geacht dat het werd overgebracht naar Parijs en daar heropgebouwd. In dit element waren namelijk voor het eerst in Frankrijk de drie klassieke orden toegepast volgens de inzichten van de renaissance. 
De linkse, oostelijke vleugel is niet gesloopt en wordt nog bewoond. De zwart-wit betegelde inkomhal bevat een sierlijke 17e-eeuwse trap. De rechtse vleugel is wel verdwenen, waardoor de ingebouwde kapel vrij kwam te liggen.

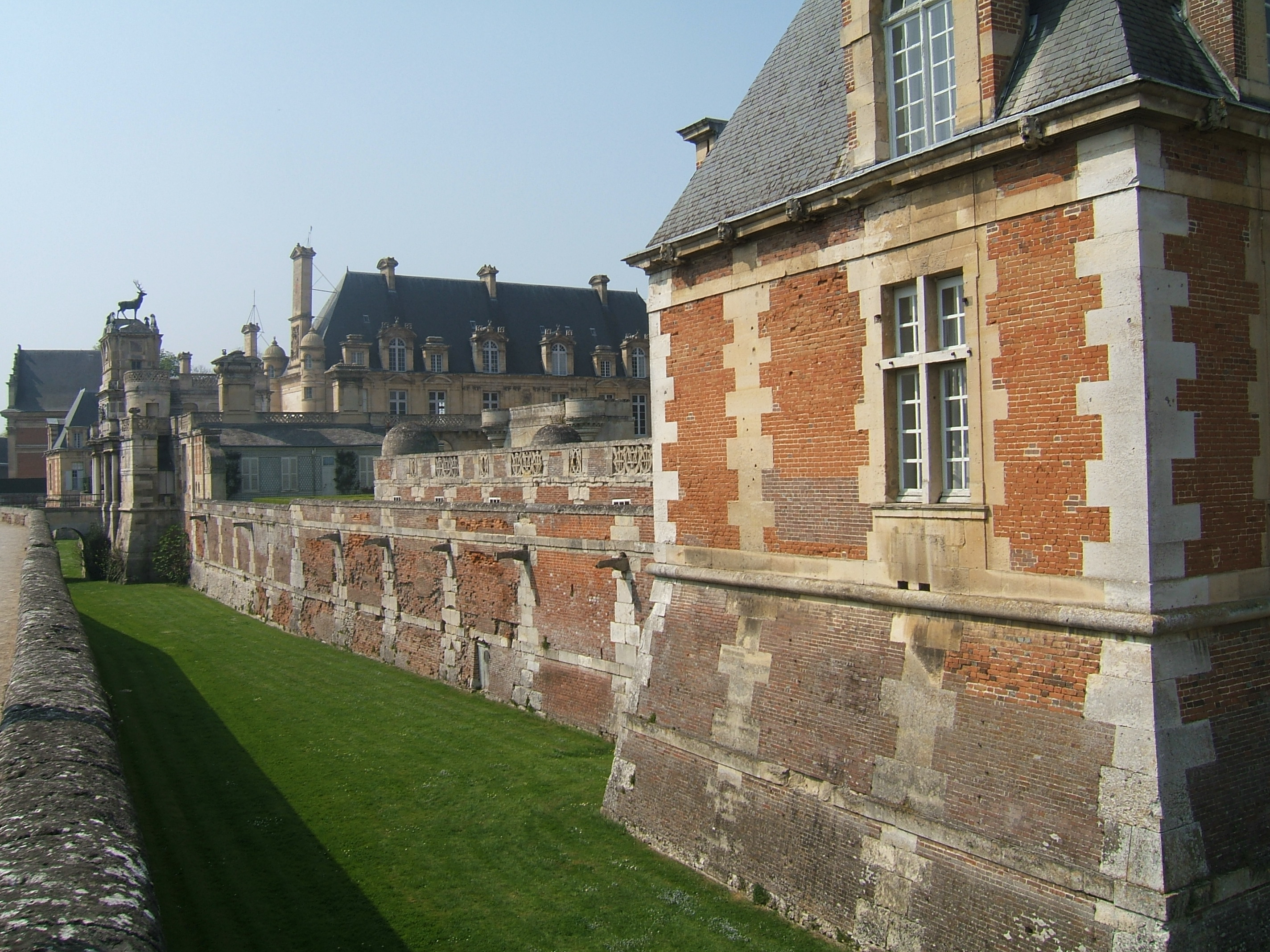
Vroegere slotgracht met links poortgebouw
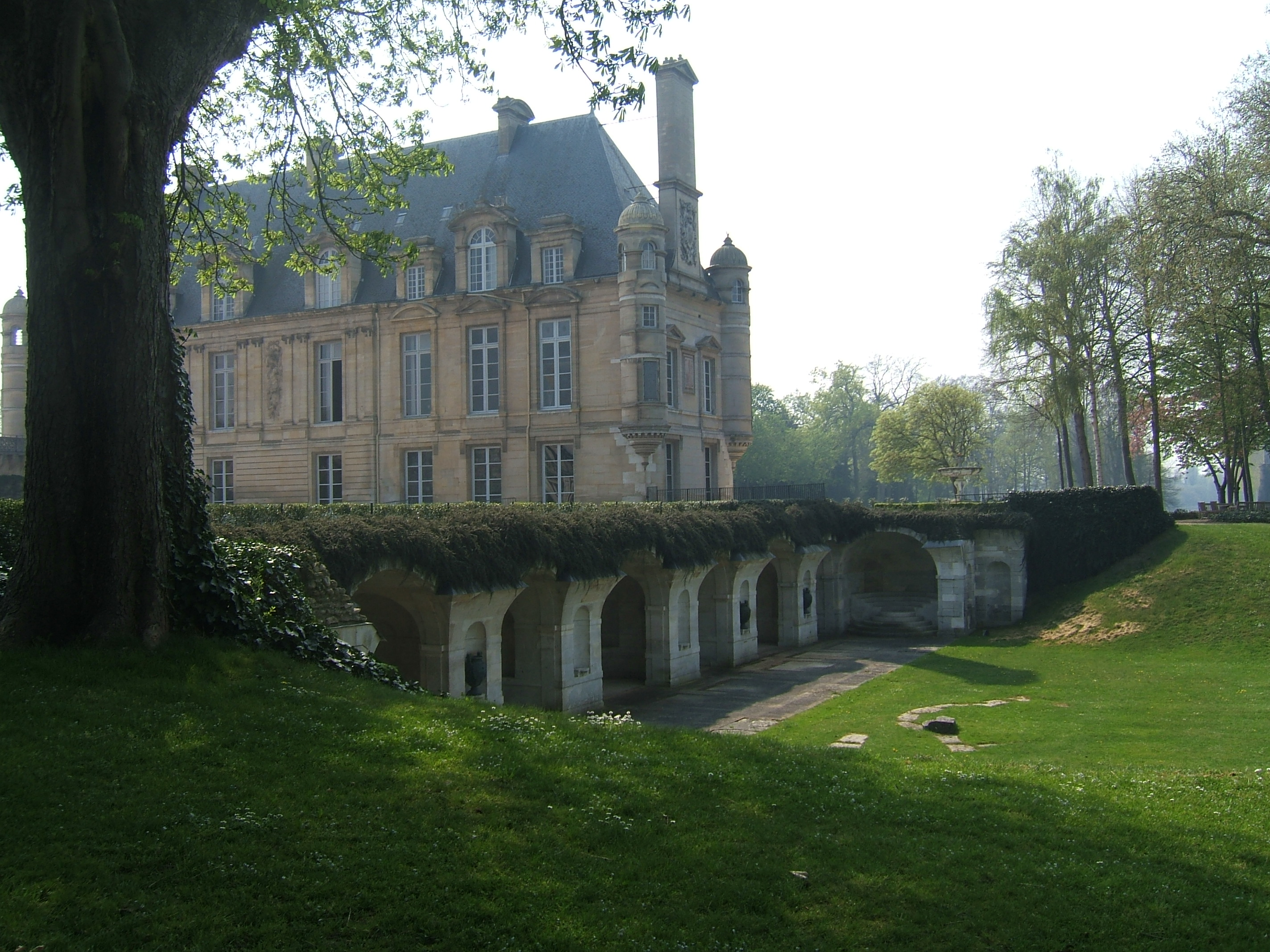
Oostvleugel en in voorgrond cryptoporticus
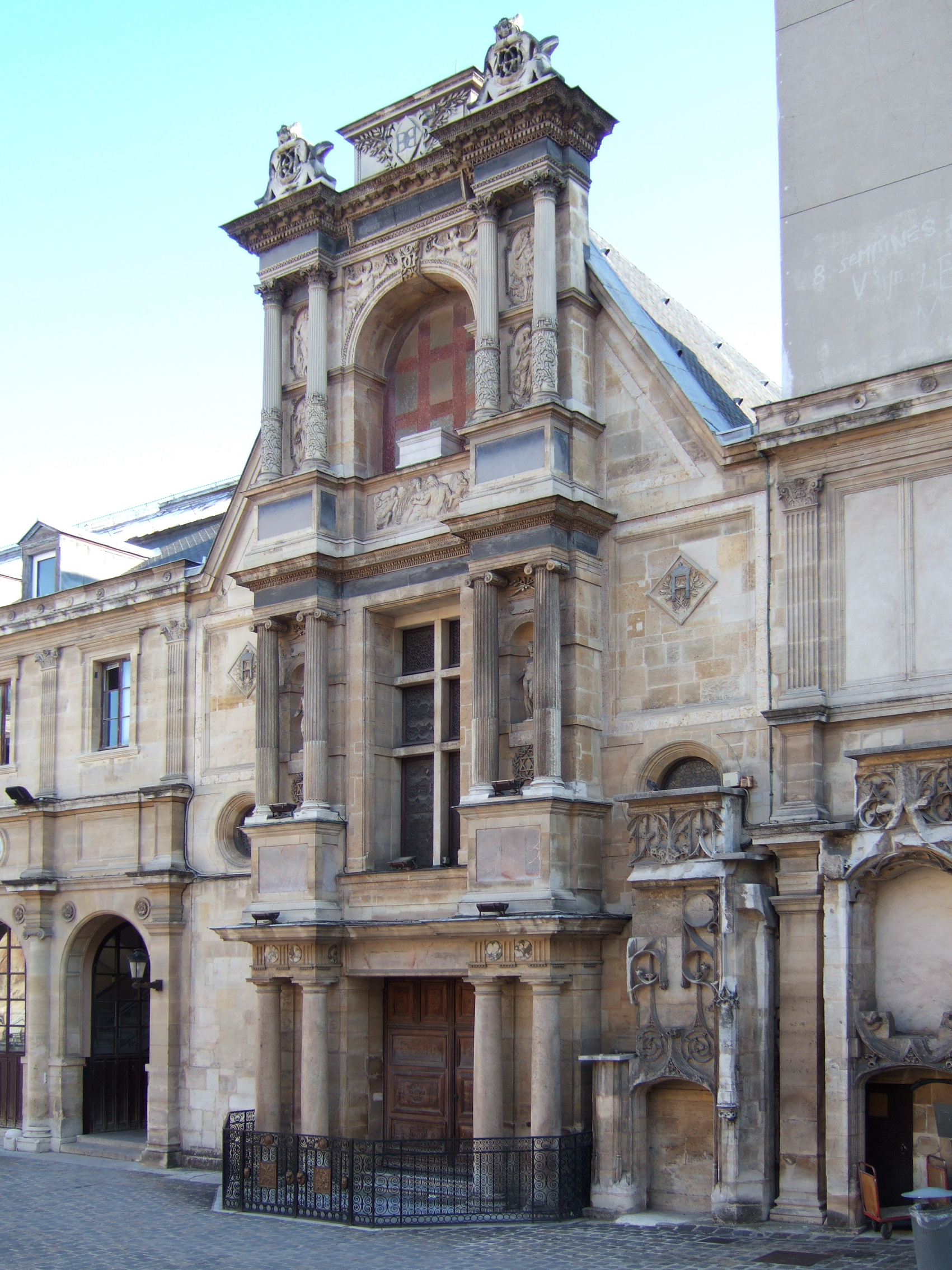
Frontispies van corps de logis, overgebracht naar Parijs

### Kapel
Bijna met zekerheid was de kapel van Anet de eerste centraalbouw in Frankrijk. Het grondplan is kruisvormig, maar gevat in een cirkel die wordt gevolgd door de convexe buitenmuren. De voorzijde wordt gedomineerd door twee hoektorens en een zuilengalerij. Die laatste is een toevoeging van de architect Auguste Caristie uit 1840.
De koepel is een staaltje bouwkundig vernuft van Delorme. Het cassetteplafond spiegelt de vloermozaïek met ribben die ruitvormige velden vormen. Naar boven toe worden ze steeds kleiner, zodat de indruk ontstaat van een spiraalvormige beweging naar het licht van de lantaarn. Als demonstratie van zijn bouwmeesterskunnen stelde Delorme de koepel samen uit stenen waarvan er geen twee dezelfde afmetingen hebben.

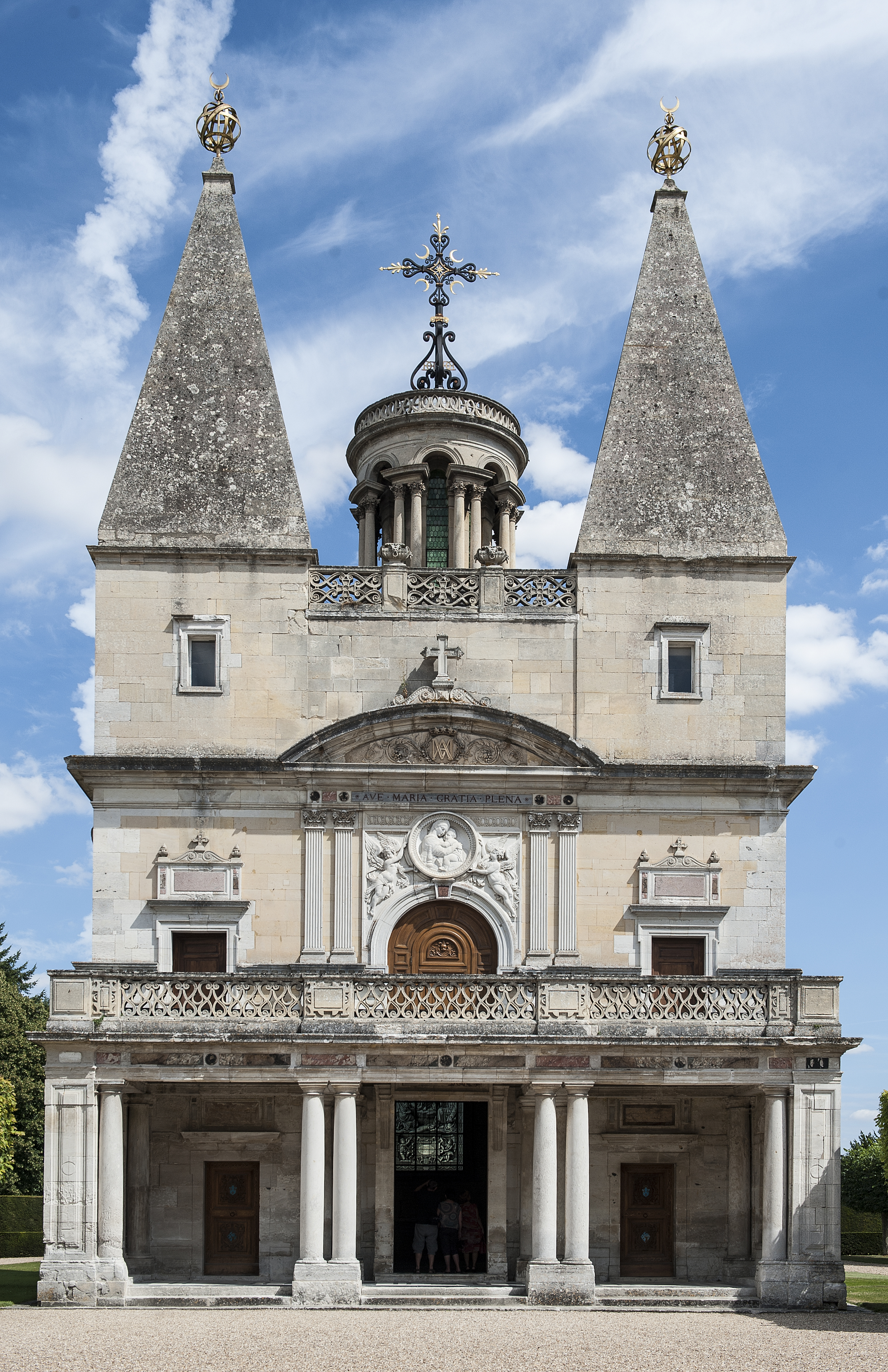
Voorzijde
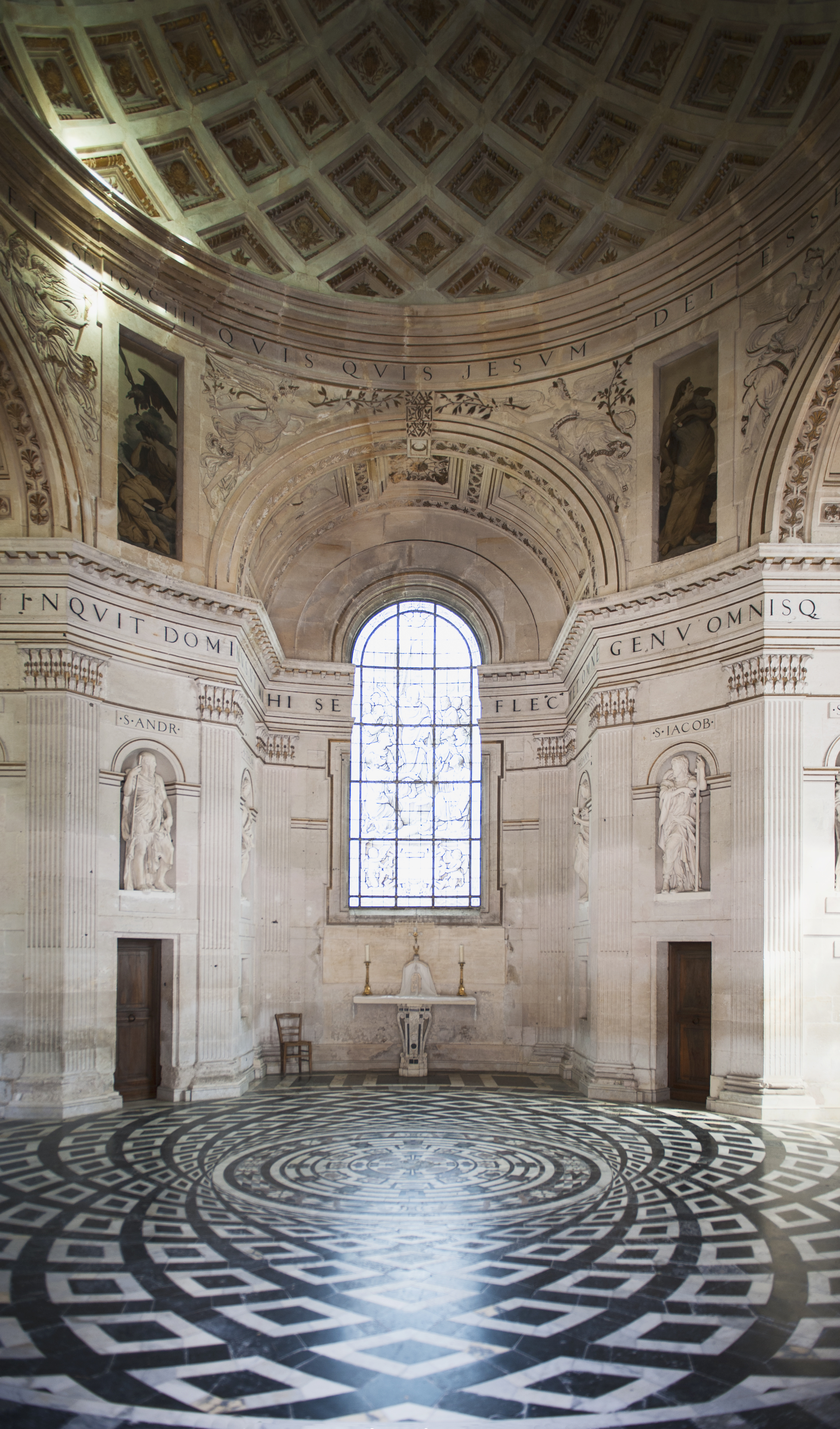
Interieur
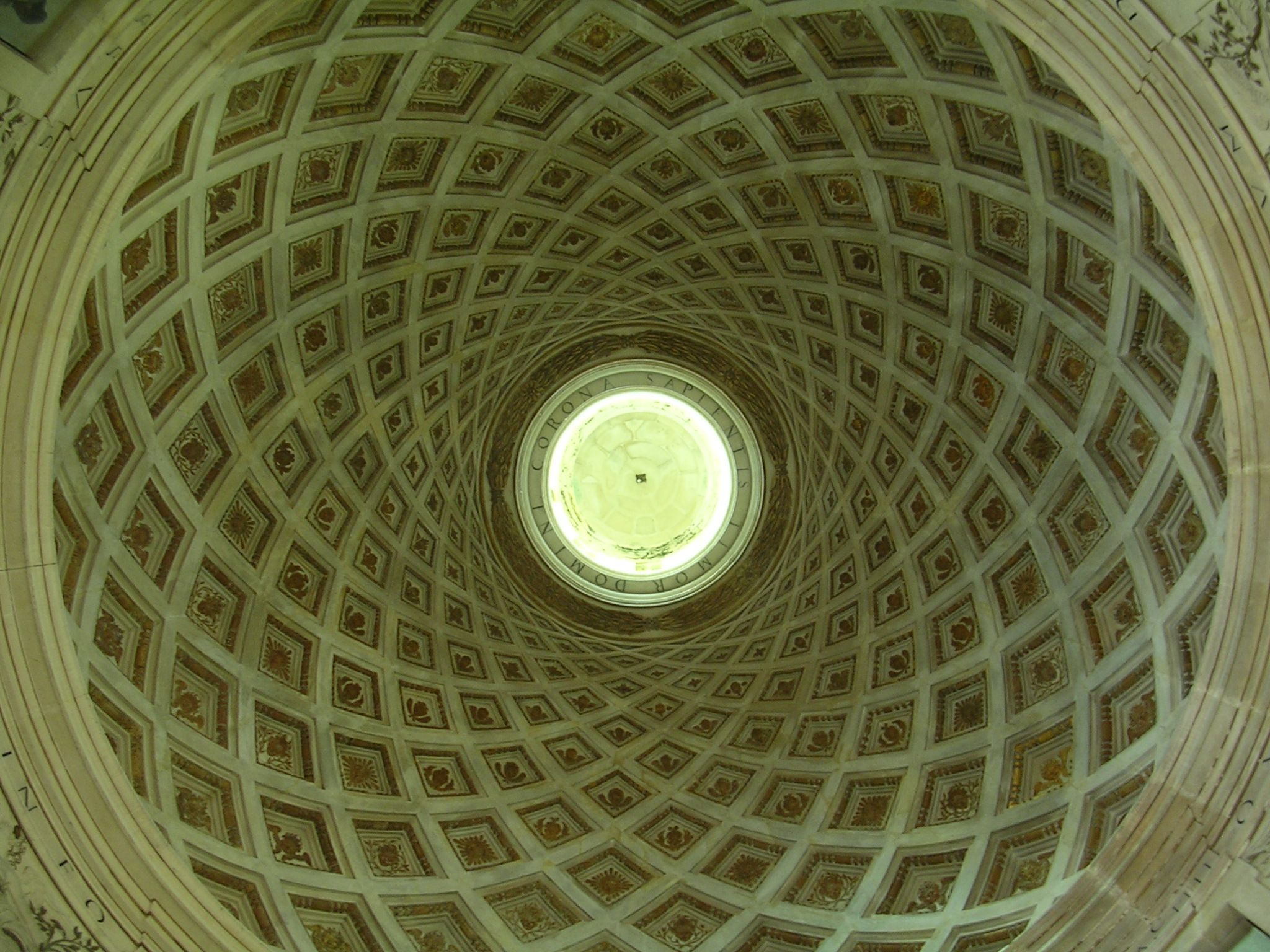
Cassetteplafond
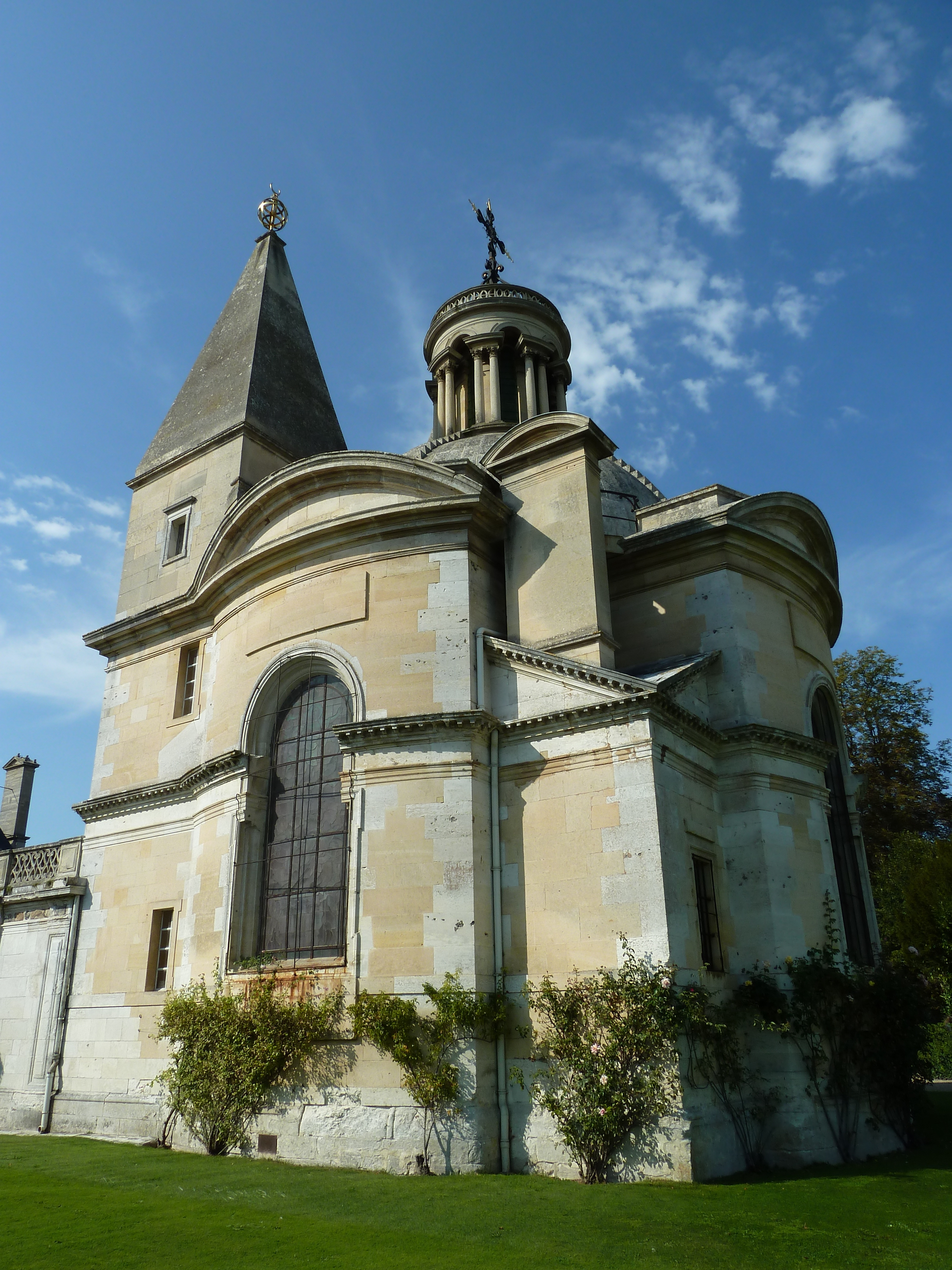
Convexe wanden

### Andere elementen
Aan weerszijden van de erekoer lagen twee secundaire binnenpleinen, waarvan weinig is bewaard. Tot het oostelijke binnenplein behoorde de zogenaamde Poort van Karel de Slechte – restant van het middeleeuwse kasteel. Nog wat verderop staat de grafkapel van Diane de Poitiers met haar praalgraf van zwart en wit marmer.
Aan de tuinzijde staat een beeldengroep van Diana met een hert. De oorspronkelijke groep stond in een ronde fontein en is overgebracht naar het Louvre.

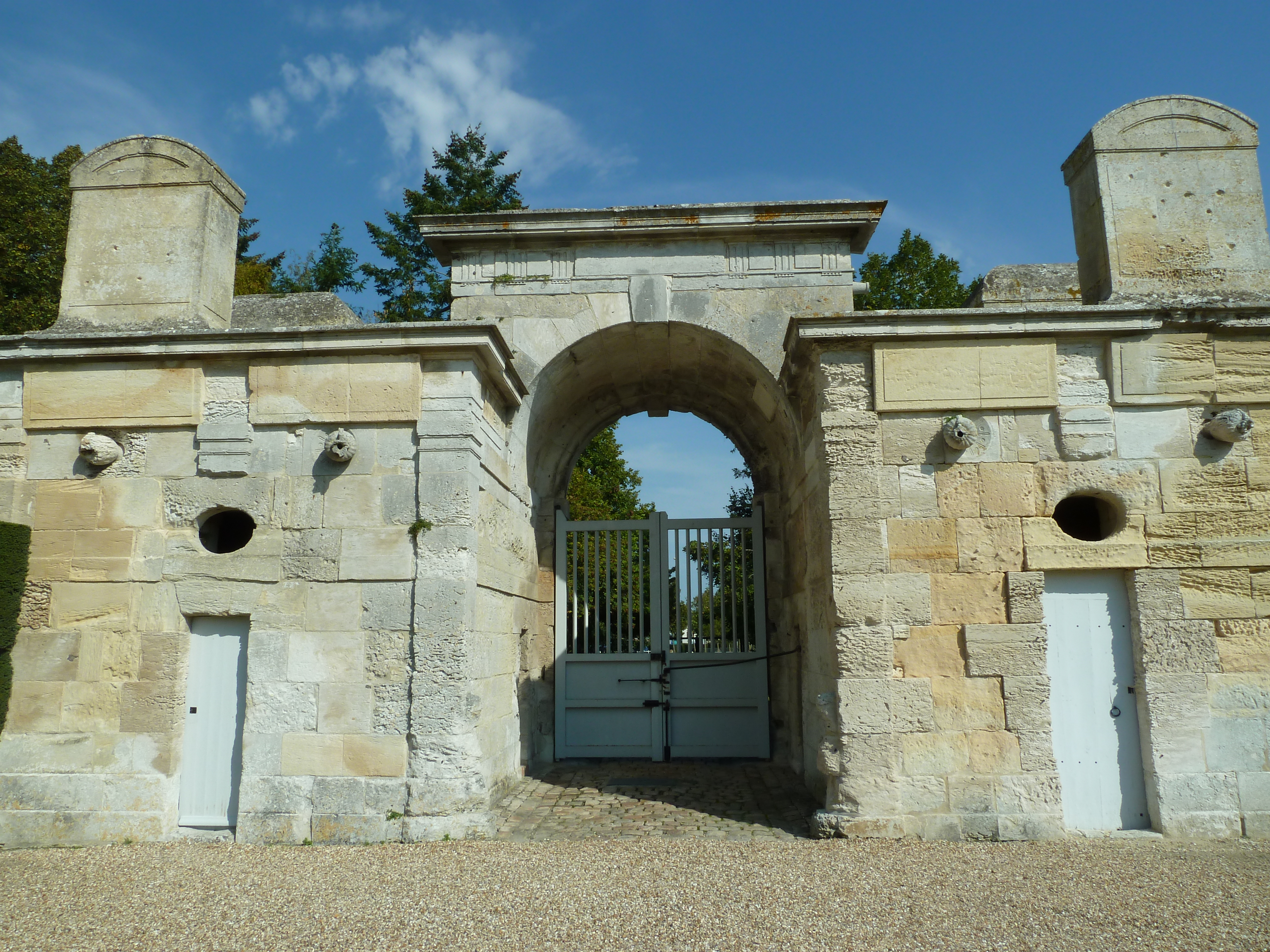
Karel-de-Slechtepoort
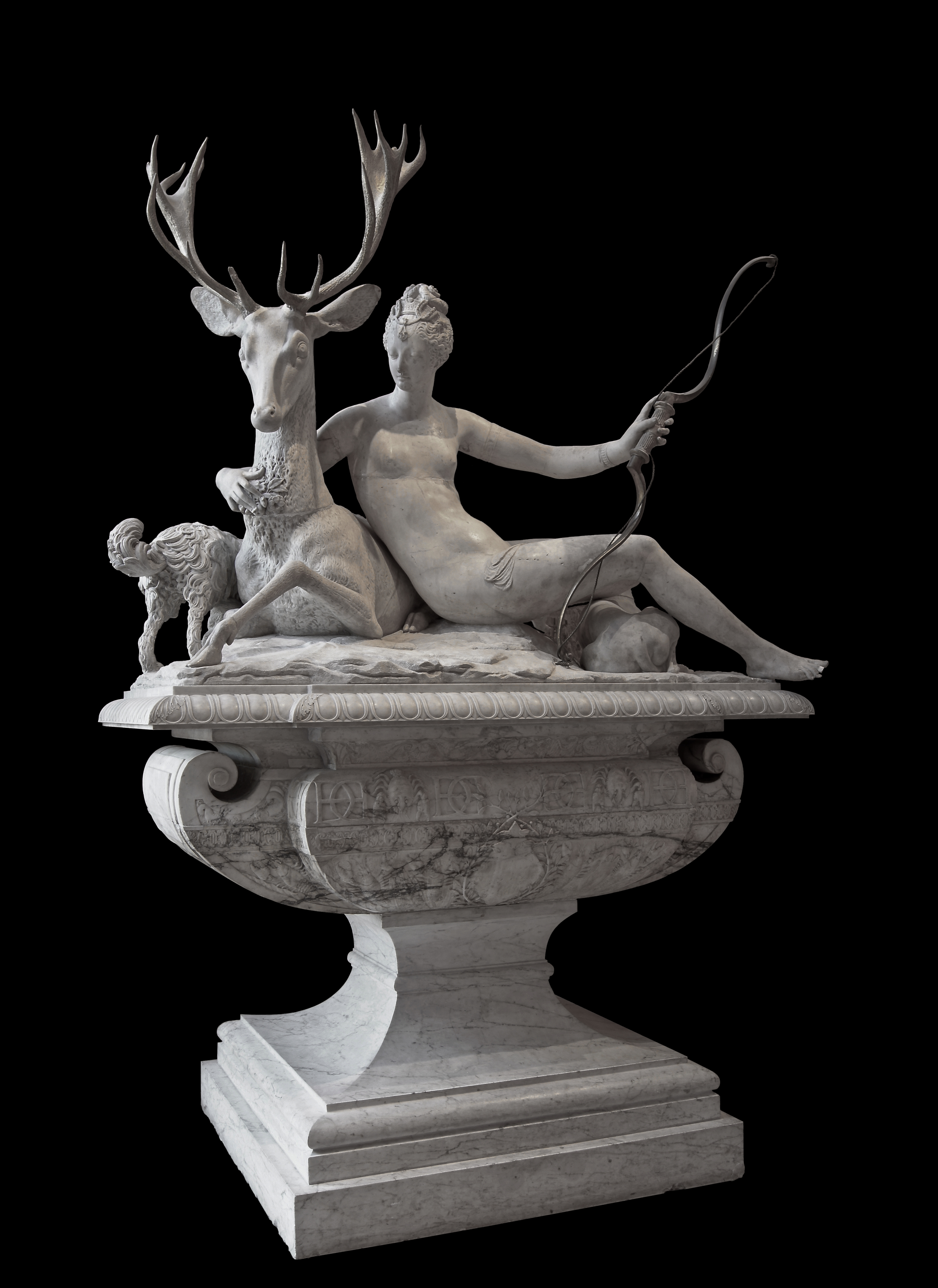
Dianafontein (Louvre)
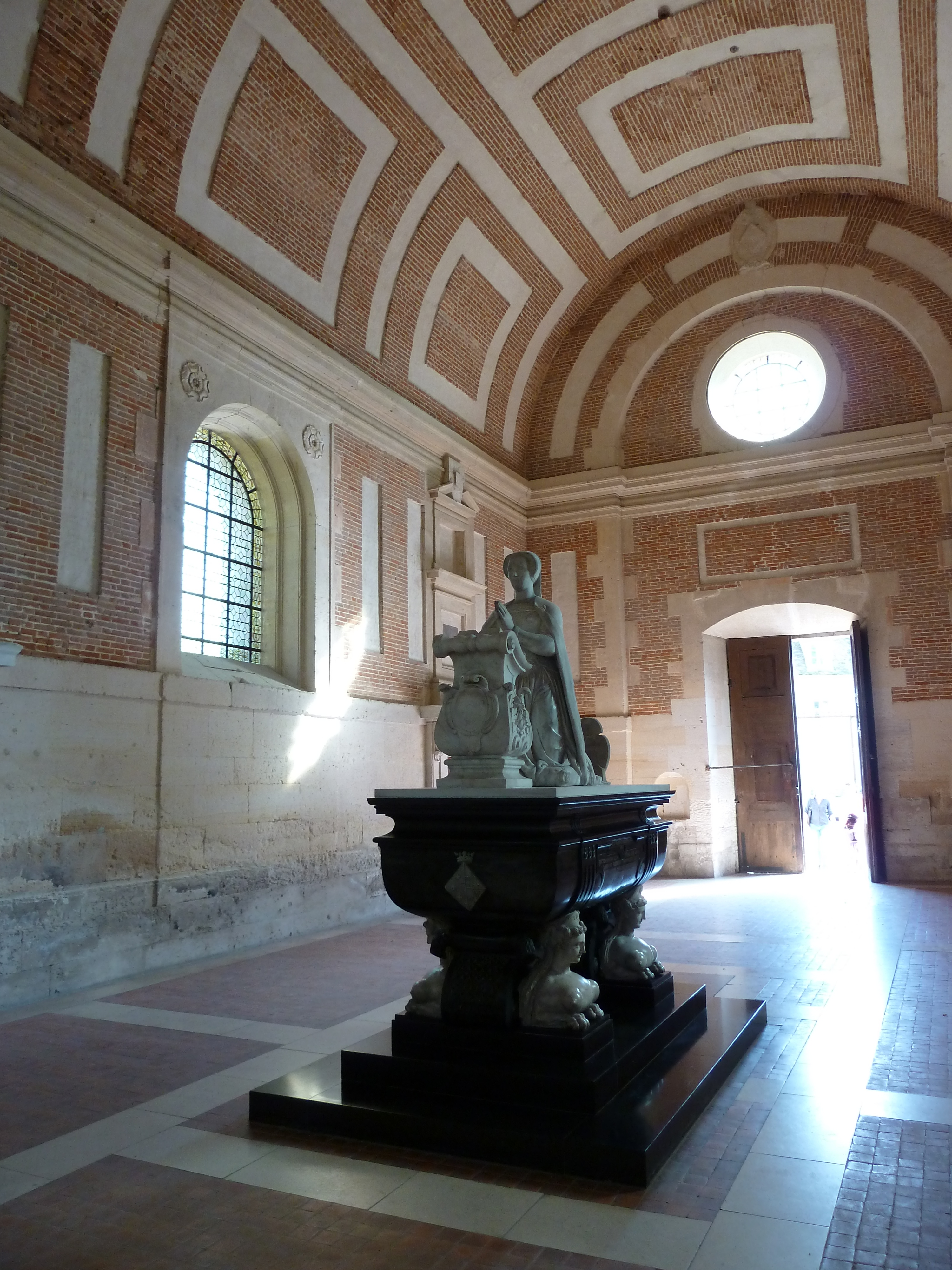
Grafkapel van Diane de Poitiers

## Geschiedenis

### Ontstaan
Anet was een heerlijkheid die deel uitmaakte van het Franse Kroondomein. Ze werd in apanage gegeven aan Lodewijk van Évreux kort voor zijn dood. Diens kleinzoon Karel de Slechte, graaf van Évreux en koning van Navarra, bouwde er in de 14e eeuw een vierhoekige burcht met hoektorens. Vanwege verraad werd het kasteel aangeslagen door koning Karel V en in 1378 deels ontmanteld.
In 1444 droeg koning Karel VII Anet over aan Pierre de Brézé als dank voor zijn diensten in de Honderdjarige Oorlog. Kleinzoon Louis de Brézé en zijn jongere echtgenote Diane de Poitiers stonden dicht bij het hof van koning Frans I. De koning kwam in mei 1527 jagen in het kasteel van hofdame Diane, die zelf verslingerd was aan de jacht. Nadat ze was belast met het onderricht van Frans' tweede zoon Hendrik, stelde de koning op 24 april 1531 diens huwelijksvoorwaarden met Catharina de' Medici vast in Anet. Toen Louis de Brézé kort daarna overleed zonder mannelijke erfgenamen, voerde Diane een proces voor het Parlement van Parijs om te verhinderen dat de apanage Anet zou terugvallen aan het kroondomein. Ze werd daarbij geholpen door haar aanzien aan het hof en het uitgroeien van de vertrouwensband met haar pupil Hendrik tot een liefdesrelatie.

### Bouw van het renaissancekasteel

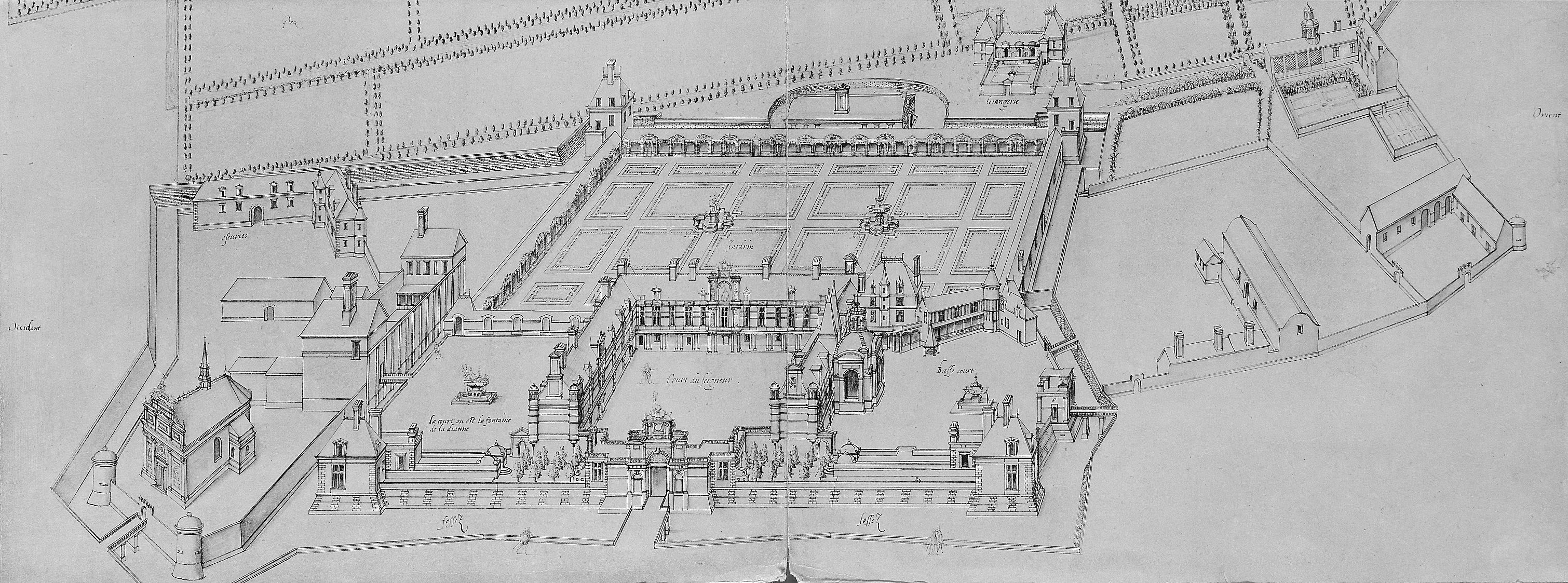
Tekening van het kasteel door Jacques I Androuet du Cerceau (1510-1584)

Vanaf 1540 liet Diane de Poitiers werken uitvoeren aan het middeleeuwse kasteel van Anet en begon ze ernaast met een nieuw bouwwerk. Ze investeerde eigen middelen en kon ook rekenen op de financiële steun van prins Hendrik. Bij diens troonsbestijging als Hendrik II in 1547 kreeg Diane de Poitiers zekerheid over haar rechten op Anet en bracht ze grootsere plannen tot uitvoering. In Anet verrees een lustslot in renaissancestijl, dat door Hendrik II als een eigen residentie werd beschouwd. Trefzeker deed Diane een beroep op grote kunstenaars als de architect Philibert Delorme, de beeldhouwer Jean Goujon en de schilder Jean Cousin. Delorme was een innovatieve architect die zich ter plekke de beeldtaal van de Italiaanse renaissance grondig eigen had gemaakt, zonder volledig afstand te doen van het laatgotische idioom.
Zijn ontwerp bestond uit drie vleugels in U-vorm die een binnenkoer omsloten. De voornaamste was het centrale corps de logis, dat er wellicht al stond en waaraan hij de frontispies toevoegde. De kapel lag in de rechtervleugel. De bijgebouwen waren geschikt rond twee laterale binnenpleinen aan weerszijden. In het rechtse waren delen van het middeleeuwse kasteel geïncorporeerd. Achter het geheel lag een kaatsbaan en een grote renaissancetuin omringd door overdekte galerijen tussen hoekpaviljoenen. De tuin was verfraaid met indrukwekkende fonteinen en beeldengroepen (de voornaamste, Diana met hert, is bewaard in het Louvre). Overal waren spreuken en deviezen aangebracht. De toegangspoort bevatte een Latijnse tekst die te kennen gaf dat Diana het kasteel had toegewijd aan Phoebus, alsook een halfrond bronzen reliëf met een nimf (een repliek van een befaamd werk dat Benvenuto Cellini had gemaakt voor het kasteel van Fontainebleau).

### Vorsten van Anet

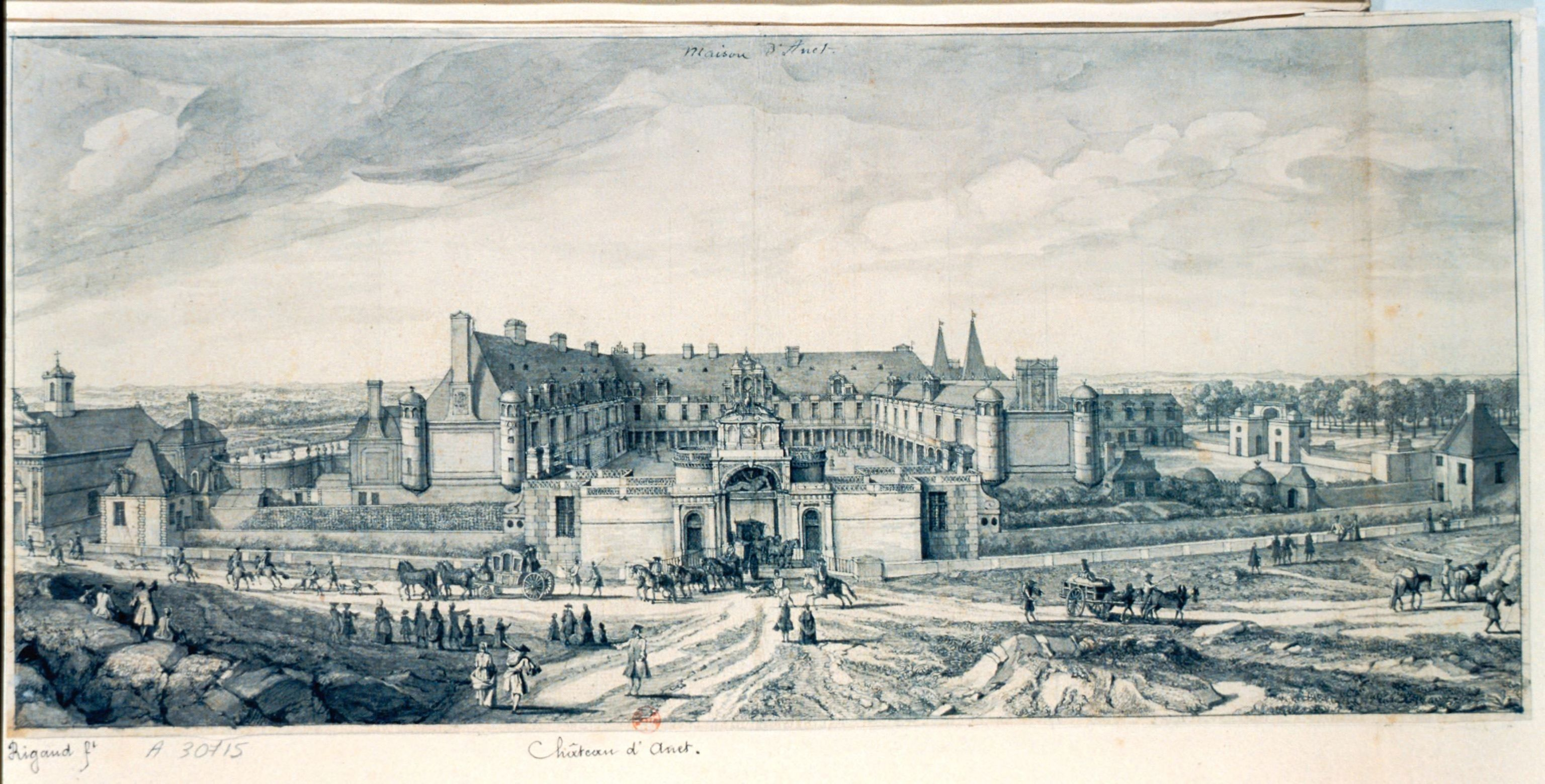
Tekening van Anet in de 18e eeuw door Jacques Rigaud

Na de dood van Diane de Poitiers kwam Anet in handen van haar dochter Louise de Brézé en in 1576 van haar zoon Charles de Lorraine, hertog van Aumale. Als een van de leiders van de Heilige Liga maakte hij zoveel schulden dat beslag werd gelegd op Anet. In 1615 werd het kasteel verkocht aan zijn verwante Marie de Luxembourg.
Het werd vervolgens geërfd door haar dochter Françoise de Lorraine, wiens echtgenoot César de Bourbon, hertog van Vendôme, weinig gesmaakte aanpassingen liet uitvoeren, waaronder het aanpassen van de gevels en het ophogen van de dakverdiepingen. De tuingalerijen werden afgebroken en de glas-in-loodramen in grisaille verwijderd. Positiever waren de inrichting van de vestibule met een gedurfde smeedijzeren trap en het aanleggen van een kanaal.
De hertog en hertogin van Vendôme stierven beiden in 1667. Anet viel toe aan hun zoon Louis en in 1669 aan hun kleinzoon Louis-Joseph. In 1688 bood die in Anet een grootse ontvangst aan de Dauphin. Bij zijn dood in 1712 liet hij het kasteel na aan zijn vrouw Marie-Anne de Bourbon-Condé en in 1718 werd het geërfd door haar moeder Anna van Beieren.
Vervolgens kwam het in 1723 toe aan Louise-Bénédicte de Bourbon, hertogin van Maine. Om uit onverdeeldheid te treden verkocht ze 171 manuscripten die hadden toebehoord aan Diane de Poitiers. De volgende eigenaars waren haar alleenstaande zonen Louis-Auguste de Bourbon (1700-1755) en Louis-Charles de Bourbon (1701-1775). Deze laatste verkocht het kasteel en andere bezittingen in 1773 aan koning Lodewijk XV voor de reusachtige som van twaalf miljoen livre, maar bij het aantreden van Lodewijk XVI was de transactie nog niet gefinaliseerd. Ze werd afgeblazen in overleg met de erfgenaam Louis-Jean-Marie de Bourbon, hertog van Penthièvre.

### Revolutionaire verwoestingen
Tijdens de Revolutie emigreerde de hertog van Penthièvre niet. Hij liet zijn vermogen in 1793 na aan zijn enige dochter, Louise Marie Adélaïde de Bourbon, hertogin van Orléans. Vijf weken later werden haar landgoederen genationaliseerd. Anet werd onder sekwester geplaatst en het meubilair werd in 1794 geveild. In opdracht van het Comité de sûreté générale werd het overschot van Diane de Poitiers overgebracht van haar graftombe naar de gemeentelijke begraafplaats (in 2010 is dit weer ongedaan gemaakt).
Op 1 februari 1798 werd het landgoed in vier percelen op de markt gebracht. De kopers Driancourt en Baudoin betaalden 3,2 miljoen franc en verkochten het verder aan de bankiers Ramsden en Hérigoyen. Zij maakte elementen te gelde, maar veel werd gered door toedoen van Alexandre Lenoir. Hij liet onder meer het frontispies overbrengen naar Parijs voor zijn Musée des Monument français in het klooster van de Petits-Augustins. De ontmanteling ging verder onder Demonti, die de bomen in het park liet rooien en die het corps de logis en de rechtervleugel liet opblazen, tot ongenoegen van de lokale bevolking. In 1811 maakte een arbeider die begonnen was aan de sloop van de linkervleugel een dodelijke val van het dak. Dit was het sein voor een oproer dat Demonti op de vlucht dreef.
Tijdens de Restauratie werd het lege en verlaten kasteel in 1820 teruggegeven aan Marie-Adélaïde de Bourbon, hertogin-weduwe van Orléans, die het jaar daarop stierf. Haar zoon Louis-Philippe d'Orléans zag zich niet opgewassen tegen de benodigde herstellingen en verkocht het in 1823 aan Louis-François Passy. Die ging er niet wonen, maar hij sloot het gapende uiteinde van de linkervleugel af met een muur.

### Restauraties
Een eerste restauratiecampagne werd in 1840 ondernomen door graaf Adolphe de Riquet de Caraman, die het kasteel had aangekocht. Zijn architect Auguste Caristie voegde een zuilengalerij toe voor de kapel.
De Caramans raakten in slechte papieren en deden Anet in 1860 van de hand aan de Parijse effectenmakelaar Ferdinand Moreau. Hij begon vanaf 1863 een tweede reeks restauraties. De daken werden hersteld en de noordvleugel werd heropgebouwd door de architect Bourgeois naar het model van de bewaarde linkervleugel. Voor de reconstructie van de decoratie en het meubilair werd een beroep gedaan op de schilder Louis Faivre-Duffer. In 1868 kocht Moreau het park terug.
Moreaus dochter en haar man, graaf Guy de Leusse, erfden het kasteel in 1884. Zij lieten in 1904-1906 glas-in-loodramen voor de kapel maken door Charles Lorin uit Chartres. Tijdens de Eerste Wereldoorlog bracht het echtpaar de Leusse een hulpziekenhuis van het Rode Kruis onder in het kasteel. De gravin de Leusse stierf in 1944 en liet het kasteel na aan haar kleindochter, getrouwd met Charles de Yturbe. Sinds 1998 zijn Jean en Alexandra de Yturbe eigenaar.
In 1993 werd het kasteel beschermd als historisch monument.

## Filmlocatie
In het kasteel zijn diverse films opgenomen:
- De openingsscènes van Thunderball (1965)
- The Pink Panther Strikes Again (1976)
- Mary Queen of Scots (Thomas Imbach, 2013)

Het toegangsportiek lijkt de inspiratie te zijn geweest voor Tim Burton in Edward Scissorhands (1990).

## Voetnoten
1. 1 2 3  David A. Hanser, Architecture of France, 2005, p. 15
2. ↑  David A. Hanser, Architecture of France, 2005, p. 14
3. ↑  Geïntegreerd in de voorgevel van de kapel van de École nationale supérieure des beaux-arts in Parijs.
4. 1 2  Portail du château d'Anet, AGORHA (bezocht 8 januari 2025)
5. ↑  Diane appuyée sur un cerf, Louvre (bezocht 11 januari 2025)
6. 1 2 3  Ivan Cloulas, Diane de Poitiers, 2014

- MusicBrainz: 31f92ee1-155e-497d-a3f7-a465831875be